# ويلينغتون دا سيلفا فيسنتي
ويلينغتون دا سيلفا فيسنتي (بالبرتغالية: Wellington da Silva Vicente‏) هو لاعب كرة قدم برازيلي، ولد في 30 أبريل 1983 في ماسايو في البرازيل. لعب مع أتلتيكو مينيرو ونادي بارانا ونادي بونتي بريتا ونادي ساو كايتانو ونادي سيارا ونادي كوريتيبا.

## وصلات خارجية
- ويلينغتون دا سيلفا فيسنتي على موقع قاعدة بيانات كرة القدم.إي يو (الإنجليزية)
- ويلينغتون دا سيلفا فيسنتي على موقع Soccerway.com (الإنجليزية)